# Ibn al-Ha'im
Connu sous le nom de Ibn al‐Hā'im, Abd al-Haqq al‐Ghafiqi al‐Ishbili (Abū Muḥammad ʿAbd al‐Ḥaqq al‐Ghāfiqī al‐Ishbīlī)  est un astronome andalou, probablement né à Séville, et actif au début du XIIIe siècle. Sa seule œuvre connue, al‐Zīj al‐kāmil fī al‐taʿālīm (le manuel parfait de l'astronomie mathématique) exerce une grande influence sur le développement de l'astronomie dans le Maghreb de l'époque. Écrite aux environs de 1204, elle est dédiée au calife almohade Abū ʿAbd Allāh Muḥammad al‐Nāṣir (qui règne de 1199 à 1213).
Le livre de Ibn al‐Hā'im est bien plus qu'un simple manuel, ce qui le rend assez exceptionnel dans le monde islamique occidental. Il expose en effet de façon très complète l'astronomie de Ptolémée, complétée des travaux du XIe siècle de l'école de Tolède, ceux en particulier de Al-Zarqali et des siens propres. Ibn al-Ha'im est aussi un mathématicien compétent qui accompagne son texte de démonstrations géométriques, et utilise la trigonométrie sphérique.